# Nicolas Métru
Nicolas Métru (Bar-sur-Aube?, 1610 circa – dopo il 1663) è stato un compositore, organista insegnante di musica ed editore musicale francese del Seicento, attivo principalmente a Parigi.

## Biografia
Visse a Parigi almeno dal 1631, ossia da quando le notizie sul suo conto riferiscono che è ‘'maître compositeur de musique'’. Nel 1642 fu organista a St. Nicolas-des-Champs. Ebbe grande reputazione come didatta e fu citato nel 1643 da Gantez fra i nomi dei tre insegnanti più importanti di Parigi: Vincent, Métru e Massé; aggiungendo che Métru era maestro di musica presso i Gesuiti. Un documento del 1692 (Mémoire des compositeurs), avallato da La Borde, asserisce che fu uno degli insegnanti di Lully, insieme a François Roberday e Nicolas Gigault.
Iniziò anche l'attività di editore, ottenendo il 21 giugno 1633 il permesso ufficiale di "stampare, vendere e distribuire, tramite qualsiasi stampatore o libraio di sua scelta, ogni tipo di musica prodotta o che produrrà in futuro". Tentò, fallendo, di eliminare lo stampatore Pierre Ballard, che all'epoca aveva il monopolio dell'editoria musicale. Questi, però, il 7 aprile 1635 riuscì a ottenere il privilegio e Métru si ritirò, anche se una sentenza del 3 luglio 1635 costrinse Ballard a stampare tutte le opere di Métru, di cui dovette fornire 100 copie per ognuna.
Le prime notizie di composizioni di Métru risalgono al 1628, subito dopo la presa di La Rochelle; per celebrare l'evento, il compositore scrisse la musica che fu cantata alla presenza di Luigi XIII. Il suo terzo libro di arie contiene brani celebrativi per le nozze di Luigi XIV, avvenute qualche mese prima della pubblicazione.
Secondo gli studiosi, la musica di Métru si caratterizza per una sapiente e aggraziata scrittura melodica, sia nei libri di arie che nella messa, mentre le opere del terzo libro non presentano le stesse caratteristiche; l'abbondanza di ritmi puntati e brevi valori ritmici sembrano infatti piuttosto influenzati dalla musica strumentale.

## Opere
- Recueil des vers du Sr. G. de Baïf, mis en musique par N. Métru, chantez en l'alégresse de l'heureux retour du roy, Parigi, 1628
- Fantaisies, a 2 viole, Parigi, 1642
- Premier livre d'airs? Parigi? 1646, perduta
- Deuxième livre d'airs, Parigi, 1646
- Troisième livre d'airs, Parigi, 1661
- Missa ad imitationem moduli Brevis oratio, Parigi, 1663
- Contrafacta, 1632